# Unité urbaine de Savenay
L'unité urbaine de Savenay est une unité urbaine française qui fait partie du département de la Loire-Atlantique et de la région Pays de la Loire.

## Données globales
En 2010, selon l'Insee, l'unité urbaine était composée de deux communes.
En 2020, à la suite d'un nouveau zonage, elle est composée des deux mêmes communes. 
En 2022, avec 12 711 habitants, elle représente la 6e unité urbaine du département de la Loire-Atlantique.

## Composition de l'unité urbaine en 2020
Elle est composée des deux communes suivantes :
| Nom                    | Code Insee | Département      | Statut       | Superficie (km2) | Population (dernière pop. légale) | Densité (hab./km2) | Modifier                                    |
| ---------------------- | ---------- | ---------------- | ------------ | ---------------- | --------------------------------- | ------------------ | ------------------------------------------- |
| Savenay (ville-centre) | 44195      | Loire-Atlantique | ville-centre | 26,00            | 9 465 (2022)                      | 364                | modifier les données · modifier les données |
| La Chapelle-Launay     | 44033      | Loire-Atlantique | banlieue     | 24,82            | 3 246 (2022)                      | 131                | modifier les données · modifier les données |

## Évolution démographique
| 1968  | 1975  | 1982  | 1990  | 1999  | 2008  | 2013   | 2019   |
| ----- | ----- | ----- | ----- | ----- | ----- | ------ | ------ |
| 5 624 | 6 400 | 7 518 | 7 563 | 8 141 | 9 906 | 10 910 | 12 209 |

#### Données générales
- Unité urbaine
- Aire d'attraction d'une ville
- Aire urbaine (France)
- Liste des unités urbaines de France

#### Données démographiques en rapport avec la Loire-Atlantique
- Démographie de la Loire-Atlantique

#### Données démographiques en rapport avec l'unité urbaine de Savenay
- Aire d'attraction de Nantes
- Arrondissement de Saint-Nazaire